# MasterChef Česko (4. řada)
Čtvrtá řada české soutěžní reality show MasterChef Česko odstartovala 5. února 2020 a byla ukončena 3. listopadu 2020.  Byla zprvu vysílána ve středu a čtvrtek od 21.30 na Nově. Od 18. března ale došlo z důvodu změn v programovém schématu způsobených pandemií covidu-19 k přesunutí středečních dílů, které se vysílaly od 20.20, čtvrteční díly byly zrušeny. Z tohoto důvodu se nepodařilo odvysílat všechny epizody během jarního vysílání. K návratu na obrazovky došlo 25. srpna, předtím během pauzy byl odvysílán jeden rekapitulační díl, zbylé epizody byly vysílány každé úterý od 20:20, finále proběhlo 3. listopadu. Radek Kašpárek, Jan Punčochář i Přemek Forejt se všichni vrátili podruhé v úloze porotců.
Soutěžilo se o půl milionu korun a možnost podílet se na tvorbě menu v restauraci jednoho z porotců. Novinkou této řady je Boj o imunitu - tedy o odznak, který soutěžící může použít kdykoli před hodnocením poroty ve vyřazovací výzvě, aby se vyhnul eliminaci. Soutěžící, který se na závěr ucházel o imunitu se střetl s profesionálním kuchařem. Podobně jako ve finále mohl každý z porotců ohodnotit jednotlivé pokrmy až 10 body, přičemž ani jeden netušil, kdo uvařil jaký.
Čtvrtým českým MasterChefem se stal osobní trenér Roman Staša; ve finále se na druhém místě umístila kontroverzní marketingová specialistka Pavlína Lubojatzky.

## Castingová kola a výběr do TOP 16
Záběry z castingů, kterých se účastnila stovka zájemců, byly sestříhány do prvních čtyř dílů. Pro přijetí byla třeba většina hlasů porotců.
Takto postoupilo 33 amatérských kuchařů. Porotci z castingu poslali opět do TOP 16 tři nejlepší pokrmy - od Jitky Minkové, Pavla Berkyho a Josefa „Pepy“ Nemravy, který byl v minulé řadě vyřazen již v castingovém kole. Zbylá třicítka v 5. a 6. dílu bojovala o postup.
První výzvou v 5. dílu bylo krájení, ze které bylo 6 soutěžících vyřazeno a 4 postoupili do TOP 16: Roman Staša, Omar Ben Hassen Tlili, Eva „Evi“ Tomečková a Chili Ta Thuy. Pavlína Lubojatzky byla vyhodnocena jako pátá nejlepší, avšak ještě o své místo musela zabojovat.
Zbylých 20 soutěžících bylo rozděleno do dvou desetičlenných skupin. Obě skupiny se v 5. díle účastnili tří různých technických výzev, ze které byl vybrán vždy jeden nejlepší, který následně postoupil do TOP 16. Z první skupiny tak postupně postoupil účastník z minulé řady (rovněž vyřazený na castingu) Zdeněk „Dědek“ Rajniš (vykostění kuřete), Iva „Ivka“ Sarauerová (nejrychleji ručně ušlehaný sníh z vaječných bílků) a Václav „Vašek“ Štursa (nakrájení tenkých plátků sašimi z lososa). Ve všech těchto výzvách skončila druhém místě Pavlína, která však zatím nepostoupila. Z druhé postupně postoupil Vladimír Písařík (vyfiletování mořského vlka, druhá nejlepší byla účastnice Zlaté mládeže Yeni), Viktorie „Viki“ Hrazdílková (příprava domácí majonézy, druhý nejlepší byl Pavel „Pája“ Švec) a Pavel „Pája“ Švec (nakrájení čtyř steaků o váze 200 g).
O poslední tři místa ještě zabojovalo v 6. díle 12 zbylých soutěžících (jedna účastnice odstoupila při vykosťování kuřete ze zdravotních důvodů, další byl vyřazen za špatné nakrájení sašimi). Byli opět rozděleni do dvou šestičlenných skupin, kteří se účastnili výzev s Tajemným boxem a z každé skupiny postoupil soutěžící s nejlepším pokrmem. V první skupině tou nejlepší byla Kamila Švarcová, ve druhé Pavlína Lubojatzky. Další čtyři soutěžící z každé skupiny, včetně Yeni či Muže roku 2016 Josefa Kůrky, byli posláni domů. Na druhém místě skončily v obou skupinách účastnice, mezi nimiž se konal poslední vařící rozstřel: z první skupiny 26letá lektorka selektivní prevence Tereza Vrabčáková z Kutné Hory a ze druhé Lucie Čižmárová, která se stala poslední postupující do TOP 16.

## Finálová TOP 16
Z finálové TOP 16 byli soutěžící postupně vyřazováni v 6. − 35. dílu, dokud nezbyli nejlepší dva. Mezi nimi se pak rozhodlo o vítězi ve 36. finálním dílu, kde finalisté mají za úkol uvařit tříchodové menu, které je nejvíce vystihuje. Každému chodu jednotlivých účastníků udělil každý z porotců body v rozmezí od 1 do 10 bodů. Zvítězil ten s větším celkovým počtem bodů. 
| Pořadí | Soutěžící                   | Věk | Povolání                      | Bydliště         | Výsledek                |
| ------ | --------------------------- | --- | ----------------------------- | ---------------- | ----------------------- |
| 1.     | Roman Staša                 | 31  | osobní trenér                 | Praha            | Vítěz                   |
| 2.     | Pavlína Lubojatzky          | 25  | marketingová specialistka     | Praha            | Finalistka              |
| 3.     | Pavel Berky                 | 33  | módní návrhář                 | Rimavská Sobota  | 17. vyřazený            |
| 4.     | Iva „Ivka“ Sarauerová       | 37  | projektantka zahrad           | Praha            | 16. vyřazená            |
| 5.     | Josef „Pepa“ Nemrava        | 37  | stavař                        | Borovany         | 15. vyřazený            |
| 6.     | Chili Ta Thuy               | 28  | kreativec v reklamní agentuře | Příbram          | 14. vyřazená4. vyřazená |
| 7.     | Viktorie „Viki“ Hrazdílková | 25  | studentka biologie            | Kyjov            | 13. vyřazená            |
| 8.     | Eva „Evi“ Tomečková         | 30  | osobní bankéřka               | Třinec           | 12. vyřazená8. vyřazená |
| 9.     | Pavel „Pája“ Švec           | 36  | hudebník                      | Vratimov         | 11. vyřazený7. vyřazený |
| 10.    | Jitka Minková               | 40  | šéfka podpory zákazníků       | Jeseník          | 10. vyřazená            |
| 11.    | Omar Ben Hassen Tlili       | 26  | barman                        | Praha            | 9. vyřazený             |
| 12.    | Lucie Čižmárová             | 23  | recepční                      | Liberec          | 6. vyřazená             |
| 13.    | Zdeněk „Dědek“ Rajniš       | 71  | důchodce (bývalý architekt)   | Borotice         | 5. vyřazený             |
| 14.    | Kamila Švarcová             | 30  | zástupkyně vedoucího obchodu  | České Budějovice | 3. vyřazená             |
| 15.    | Václav „Vašek“ Štursa       | 31  | postgraduální student chemie  | Brno             | 2. vyřazený             |
| 16.    | Vladimír Písařík            | 33  | kondiční trenér               | Čerčany          | 1. vyřazený             |

### Vyřazovací tabulka
| Pořadí | Soutěžící | Díl   | Díl   | Díl   | Díl   | Díl  | Díl   | Díl                  | Díl    | Díl  | Díl   | Díl  | Díl                    | Díl  | Díl   | Díl   | Díl   | Díl  | Díl   | Díl   | Díl                  | Díl  | Díl             | Díl   | Díl   | Díl  | Díl   | Díl   | Díl   | Díl  | Díl           | Díl   | Díl   | Díl  | Díl  | Díl  | Díl   | Díl   | Díl              | Díl  | Díl   | Díl  | Díl  | Díl  | Díl   | Díl                    | Díl   | Díl  | Díl  | Díl  | Díl   | Díl   | Díl   | Díl   | Díl   | Díl                                   | Díl  | Díl | Díl  | Díl                                  |
| Pořadí | Soutěžící | 7.    | 7.    | 8.    | 8.    | 8.   | 9.    | 9.                   | 10.    | 11.  | 11.   | 12.  | 12.                    | 12.  | 13.   | 13.   | 13.   | 14.  | 15.   | 15.   | 15.                  | 16.  | 16.             | 17.   | 17.   | 18.  | 19.   | 19.   | 20.   | 20.  | 21.           | 21.   | 22.   | 22.  | 23.  | 24.  | 24.   | 25.   | 25.              | 26.  | 27.   | 27.  | 27.  | 28.  | 28.   | 29.                    | 29.   | 30.  | 31.  | 31.  | 32.   | 32.   | 33.   | 33.   | 33.   | 34.                                   | 34.  | 35. | 35.  | 36.                                  |
| Pořadí | Soutěžící | BoIMB | BoIZT | VZT   | V     | VMC  | BoIMB | BoI                  | T      | VMB  | VST   | IBB  | VMC                    | V    | IMB   | I     | V     | T    | BoIZT | BoI   | BoI                  | TKŠ  | V               | IMB   | V     | T    | VST   | V     | IBB   | VST  | I             | V     | PoNMB | PoN  | T    | V    | V     | I     | VST              | T    | VST   | V    | VZT  | I    | VMC   | IMB                    | V     | T    | V    | V    | I     | VMB   | IMB   | IZT   | I     | T                                     | VMB  | I   | V    | FINÁLEPředkrm : Hlavní chod : Dezert |
| ------ | --------- | ----- | ----- | ----- | ----- | ---- | ----- | -------------------- | ------ | ---- | ----- | ---- | ---------------------- | ---- | ----- | ----- | ----- | ---- | ----- | ----- | -------------------- | ---- | --------------- | ----- | ----- | ---- | ----- | ----- | ----- | ---- | ------------- | ----- | ----- | ---- | ---- | ---- | ----- | ----- | ---------------- | ---- | ----- | ---- | ---- | ---- | ----- | ---------------------- | ----- | ---- | ---- | ---- | ----- | ----- | ----- | ----- | ----- | ------------------------------------- | ---- | --- | ---- | ------------------------------------ |
| 1.     | Roman     | IN    | HIGH  | LOW   | PASS+ | SAVE | —     | —                    | LOSS   | PASS | SAVE  | PASS | SAVE                   | SAVE | IN    | PASS+ | SAVE  | LOSS | —     | —     | —                    | LOSS | PASS+ vs. Dědek | IN    | PASS  | LOSS | FAIL  | PASS  | IN    | PASS | WIN s Jitkou  | SAVE  | SAVE  | SAVE | WIN  | SAVE | SAVE  | WIN   | SAVE             | LOSS | PASS+ | SAVE | SAVE | IN   | PASS+ | IN se svou maminkou    | PASS+ | LOSS | PASS | SAVE | IN    | PASS  | PASS  | PASS  | WIN   | SAVE                                  | SAVE | WIN | SAVE | VÍTĚZ26 : 29 : 29                    |
| 2.     | Pavlína   | IN    | FAIL  | IN    | PASS- | SAVE | —     | —                    | WIN    | SAVE | SAVE  | IN   | FAIL s Ivkou           | PASS | PASS+ | SAVE  | SAVE  | WIN  | PASS+ | FAIL+ | —                    | WIN  | SAVE            | IN    | PASS  | LOSS | FAIL  | PASS+ | WIN   | SAVE | IN s Viki     | PASS+ | SAVE  | SAVE | WIN  | SAVE | SAVE  | HIGH  | PASS+ vs. Pája   | LOSS | IN    | PASS | SAVE | HIGH | PASS- | IN se svým otcem       | PASS- | WIN  | FAIL | PASS | IN    | PASS- | PASS  | FAIL+ | —     | WIN kapitánka týmu s Pepou a Evi      | SAVE | IN  | PASS | 2. MÍSTO26 : 30 : 27                 |
| 3.     | Pavel     | WIN   | SAVE  | SAVE  | SAVE  | SAVE | FAIL+ | —                    | LOSS   | PASS | SAVE  | WIN  | SAVE                   | SAVE | IN    | PASS+ | SAVE  | LOSS | —     | —     | —                    | WIN  | SAVE            | WIN   | SAVE  | WIN  | SAVE  | SAVE  | IN    | PASS | IN s Omarem   | PASS- | SAVE  | SAVE | LOSS | HIGH | PASS- | PASS+ | SAVE             | WIN  | SAVE  | SAVE | SAVE | HIGH | PASS  | IN se svou sestrou     | PASS  | LOSS | PASS | SAVE | HIGH+ | PASS  | PASS  | PASS+ | FAIL+ | LOSS kapitán týmu s Chili a Dědkem    | PASS | IN  | ELIM |                                      |
| 4.     | Ivka      | WIN   | SAVE  | SAVE  | SAVE  | SAVE | WIN   | WIN+ vs. Tomáš Seitl | WIN    | SAVE | SAVE  | HIGH | FAIL PASS I s Pavlínou | SAVE | IN    | PASS+ | SAVE  | LOSS | —     | —     | —                    | LOSS | PASS+ vs. Lucie | IN    | PASS  | WIN  | SAVE  | SAVE  | PASS+ | SAVE | IN s Pepou    | PASS  | SAVE  | SAVE | LOSS | IN   | PASS  | IN    | PASS- vs. Evi    | WIN  | SAVE  | SAVE | SAVE | IN   | PASS  | IN se svými 2 syny     | PASS+ | LOSS | PASS | SAVE | IN    | PASS  | FAIL+ | —     | —     | MIDDLE kapitánka týmu s Jitkou a Viki | ELIM |     |      |                                      |
| 5.     | Pepa      | IN    | FAIL  | HIGH+ | PASS+ | SAVE | —     | —                    | WIN    | SAVE | SAVE  | HIGH | PASS s Omarem          | SAVE | IN    | WIN   | SAVE  | WIN  | WIN   | WIN   | FAIL+ vs. Petr Hajný | WIN  | SAVE            | PASS+ | SAVE  | LOSS | FAIL  | PASS+ | PASS  | SAVE | IN s Ivkou    | PASS+ | SAVE  | SAVE | WIN  | SAVE | SAVE  | PASS+ | SAVE             | LOSS | HIGH  | FAIL | PASS | WIN  | SAVE  | WIN se svými 2 dcerami | SAVE  | WIN  | PASS | SAVE | IN    | ELIM  |       |       |       |                                       |      |     |      |                                      |
| 6.     | Chili     | IN    | FAIL  | IN    | PASS+ | SAVE | —     | —                    | WIN    | SAVE | SAVE  | IN   | PASS s Lucií           | SAVE | IN    | LOW   | ELIM  |      |       |       |                      |      |                 |       |       |      |       |       |       |      |               |       | BACK  | SAVE | LOSS | WIN  | SAVE  | IN    | PASS+ vs. Viki   | WIN  | SAVE  | SAVE | SAVE | IN   | PASS- | IN se svým bratrem     | PASS- | WIN  | FAIL | ELIM |       |       |       |       |       |                                       |      |     |      |                                      |
| 7.     | Viki      | IN    | FAIL  | IN    | PASS  | SAVE | —     | —                    | MIDDLE | IN   | PASS  | IN   | PASS s Dědkem          | SAVE | IN    | PASS+ | SAVE  | WIN  | FAIL+ | —     | —                    | WIN  | SAVE            | IN    | PASS  | LOSS | PASS+ | SAVE  | PASS  | SAVE | IN s Pavlínou | PASS  | SAVE  | SAVE | WIN  | SAVE | SAVE  | IN    | PASS- vs. Chili  | WIN  | SAVE  | SAVE | SAVE | IN   | ELIM  |                        |       |      |      |      |       |       |       |       |       |                                       |      |     |      |                                      |
| 8.     | Evi       | IN    | FAIL  | IN    | PASS  | SAVE | —     | —                    | LOSS   | IN   | PASS+ | IN   | PASS- s Kamilou        | SAVE | IN    | IN    | PASS+ | LOSS | —     | —     | —                    | WIN  | SAVE            | IN    | PASS  | WIN  | SAVE  | SAVE  | IN    | ELIM |               |       | BACK+ | SAVE | WIN  | SAVE | SAVE  | IN    | PASS+ vs. Ivka   | LOSS | IN    | FAIL | ELIM |      |       |                        |       |      |      |      |       |       |       |       |       |                                       |      |     |      |                                      |
| 9.     | Pája      | WIN   | SAVE  | SAVE  | SAVE  | SAVE | FAIL+ | —                    | MIDDLE | LOW  | PASS  | IN   | PASS s Jitkou          | SAVE | IN    | IN    | PASS- | LOSS | —     | —     | —                    | LOSS | PASS+ vs. Jitka | LOW   | PASS- | LOSS | FAIL  | PASS  | IN    | ELIM |               |       | PASS  | BACK | LOSS | IN   | PASS  | IN    | ELIM vs. Pavlína |      |       |      |      |      |       |                        |       |      |      |      |       |       |       |       |       |                                       |      |     |      |                                      |
| 10.    | Jitka     | IN    | WIN   | SAVE  | SAVE  | SAVE | FAIL+ | —                    | LOSS   | IN   | PASS  | IN   | PASS s Pájou           | SAVE | IN    | IN    | PASS  | WIN  | PASS  | FAIL+ | —                    | LOSS | PASS- vs. Pája  | HIGH  | WIN   | WIN  | SAVE  | SAVE  | IN    | PASS | WIN s Romanem | SAVE  | SAVE  | SAVE | LOSS | IN   | ELIM  |       |                  |      |       |      |      |      |       |                        |       |      |      |      |       |       |       |       |       |                                       |      |     |      |                                      |
| 11.    | Omar      | IN    | FAIL  | IN    | FAIL  | PASS | —     | —                    | MIDDLE | LOW  | PASS- | IN   | PASS s Pepou           | SAVE | IN    | LOW   | PASS  | WIN  | FAIL+ | —     | —                    | WIN  | SAVE            | LOW   | PASS  | WIN  | SAVE  | SAVE  | PASS  | SAVE | IN s Pavlem   | ELIM  | FAIL  |      |      |      |       |       |                  |      |       |      |      |      |       |                        |       |      |      |      |       |       |       |       |       |                                       |      |     |      |                                      |
| 12.    | Lucie     | IN    | FAIL  | IN    | PASS  | SAVE | —     | —                    | LOSS   | WIN  | SAVE  | IN   | PASS s Chili           | SAVE | WIN   | SAVE  | SAVE  | LOSS | —     | —     | —                    | LOSS | PASS vs. Ivka   | LOW   | ELIM  |      |       |       |       |      |               |       | FAIL+ |      |      |      |       |       |                  |      |       |      |      |      |       |                        |       |      |      |      |       |       |       |       |       |                                       |      |     |      |                                      |
| 13.    | Dědek     | IN    | HIGH  | IN    | PASS  | SAVE | —     | —                    | WIN    | SAVE | SAVE  | HIGH | PASS s Viki            | SAVE | IN    | LOW   | PASS- | WIN  | FAIL+ | —     | —                    | LOSS | ELIM vs. Roman  |       |       |      |       |       |       |      |               |       | FAIL  |      |      |      |       |       |                  |      |       |      |      |      |       |                        |       |      |      |      |       |       |       |       |       |                                       |      |     |      |                                      |
| 14.    | Kamila    | IN    | FAIL  | IN    | PASS  | SAVE | —     | —                    | MIDDLE | IN   | PASS  | HIGH | PASS- FAIL s Evi       | ELIM |       |       |       |      |       |       |                      |      |                 |       |       |      |       |       |       |      |               |       | PASS  | FAIL |      |      |       |       |                  |      |       |      |      |      |       |                        |       |      |      |      |       |       |       |       |       |                                       |      |     |      |                                      |
| 15.    | Vašek     | IN    | FAIL  | IN    | PASS- | SAVE | —     | —                    | MIDDLE | IN   | ELIM  |      |                        |      |       |       |       |      |       |       |                      |      |                 |       |       |      |       |       |       |      |               |       | FAIL+ |      |      |      |       |       |                  |      |       |      |      |      |       |                        |       |      |      |      |       |       |       |       |       |                                       |      |     |      |                                      |
| 16.    | Vladimír  | IN    | FAIL  | IN    | FAIL  | ELIM |       |                      |        |      |       |      |                        |      |       |       |       |      |       |       |                      |      |                 |       |       |      |       |       |       |      |               |       | FAIL+ |      |      |      |       |       |                  |      |       |      |      |      |       |                        |       |      |      |      |       |       |       |       |       |                                       |      |     |      |                                      |

(I) Individuální výzva, (V) Vyřazovací test, (T) Týmová challenge, (BoI) Boj o imunitu, (PoN) Pokus o návrat do soutěže

(MB) Tajemný box, (MC) MasterClass, (ZT) Znalostní test, (ST) Stresový test, (BB) Výzva Bageterie Boulevard, (KŠ) Kuchařská štafeta

Legenda
      (VÍTĚZ/KA)
MasterChef této řady.
      (2. MÍSTO)
Finalista umístivše se na 2. místě.
      (3. MÍSTO)
Finalista umístivše se na 3. místě.
      (WIN)
Soutěžící vyhrál individuální výzvu/vyřazovací test (Tajemný box / MasterClass / Znalostní test - test chuti, čichu, intuice,...) či příp. pokus o návrat do soutěže, a tak postoupil do dalšího kola.
      (WIN+)
Soutěžící získal imunitu v individuální výzvě, kterou může použít ve vyřazovacích testech kdykoli před hodnocením porotců.
      (BACK+)
Soutěžící v rámci pokusu o návrat nejen vrátil zpět do soutěže, ale také uvařil nejlepší jídlo mezi postupujícími.
      (BACK)
Soutěžící se v rámci pokusu o návrat vrátil zpět do soutěže.
      (WIN)
Soutěžící byl kapitánem vítězného týmu v Týmové výzvě a rovnou postoupil do dalšího kola (příp. se účastnil boje o výhodu/získal výhodu v dalším kole).
      (WIN)
Soutěžící byl součástí vítězného týmu v Týmové výzvě a rovnou postoupil do dalšího kola (příp. se účastnil boje o výhodu/získal výhodu v dalším kole).
      (PASS+)
Soutěžící byl vybrán jako jeden z nejlepších při individuální výzvě/vyřazovacím testu a postoupil do dalšího kola.
      (PASS)
Soutěžící uspěl v individuální výzvě/vyřazovacím testu a postoupil do dalšího kola.
      (PASS I)
Soutěžící využil své imunity ve vyřazovacím testu a postoupil do dalšího kola.
      (PASS−)
Soutěžící byl vybrán jako jeden z nejhorších při individuální výzvě/vyřazovacím testu, ale přesto postoupil do dalšího kola.
      (HIGH+)
Soutěžící byl vybrán jako jeden z nejlepších při individuální výzvě/vyřazovacím testu, získal strategickou výhodu do příští výzvy, ale nepostoupil.
      (HIGH)
Soutěžící byl vybrán jako jeden z nejlepších při individuální výzvě/vyřazovacím testu, ale nepostoupil.
      (SAVE)
Soutěžící se nemusel tohoto kola účastnit a vyhnul se tak vyřazování.
      (—)
Soutěžící se nemohl tohoto kola (týkajícího se většinou boje o výhodu) účastnit.
      (IN)
Soutěžící neskončil ani mezi nejlepšími, ani mezi nejhoršími v individuální výzvěa nepostoupil.
      (MIDDLE)
Soutěžící byl kapitánem prostředního týmu (v pořadí mezi vítězným a poraženým) v Týmové výzvě a musel se účastnit vyřazovací výzvy (příp. nezískal výhodu).
      (MIDDLE)
Soutěžící byl součástí prostředního týmu (v pořadí mezi vítězným a poraženým) v Týmové výzvě  a musel se účastnit vyřazovací výzvy (příp. nezískal výhodu).
      (LOW)
Soutěžící byl vybrán jako jeden z nejhorších při individuální výzvě/vyřazovacím testu a nepostoupil.
      (LOW-)
Soutěžící byl vybrán jako nejhorší při individuální výzvě/vyřazovacím testu a nepostoupil.
      (FAIL+)
Soutěžící neuspěl v individuální výzvě zahrnující výhodu a ztratil tak příležitost o ni nadále bojovat.
      (FAIL)
Soutěžící neuspěl v individuální výzvě/vyřazovacím testu a šel do (další) vyřazovací výzvy.
      (LOSS)
Soutěžící byl kapitánem poraženého týmu v Týmové výzvě a musel se účastnit vyřazovací výzvy (příp. získal nevýhodu v dalším kole).
      (LOSS)
Soutěžící byl součástí poraženého týmu v Týmové výzvě a musel se účastnit vyřazovací výzvy (příp. získal nevýhodu v dalším kole).
      (LEFT)
Účastník odstoupil ze soutěže.
      (ELIM)
Soutěžící byl vyřazen ze soutěže.